# Arpunk
Arpunk (en arménien Արփունք ; anciennement Kyasaman et Bahar) est une communauté rurale du marz de Gegharkunik, en Arménie. Elle compte 523 habitants en 2008.

## Démographie
- Aladdin Allahverdiyev — chercheur-scientifique soviétique, azerbaïdjanais et russe, d’origine azerbaïdjanaise, professeur des universités (2001)[3].